# 1834
1834 (MDCCCXXXIV) a fost un an obișnuit al calendarului gregorian, care a început într-o zi de miercuri. 

## Evenimente
| Imagine indisponibilă                                                                                   |  | Imagine indisponibilă |
| În Țara Românească își începe domnia Alexandru D. Ghica (stânga) iar în Moldova Mihai Sturza (dreapta). |  |                       |

### Ianuarie
- 17 ianuarie: La Petersburg, Rusia încheie cu Turcia o convenție prin care Poarta a recunoscut Regulamentul organic potrivit prevederilor Tratatului de la Adrianopol din septembrie 1829. S-a prevăzut ca, în mod excepțional, primii domni ai celor două Principate Române să fie numiți de cele două puteri semnatare ale Convenției.
- 19 ianuarie: La București s-a deschis Școala de muzică corală, de declamație și literatură a Societății Filarmonice.

### Februarie
- 4 februarie: A fost înființat la Iași Muzeul de istorie naturală.

### Mai
- 26 mai: Maria a II-a a Portugaliei își începe cea de-a doua domnie după ce-l forțeză pe Miguel I al Portugaliei să abdice. Va domni 19 ani și va fi succedată de fiul ei cel mare, Pedro al V-lea.

### Iulie
- 16 iulie: William Lamb, al 2-lea Viconte Melbourne îi succede Contelui Grey ca prim-ministru al Regatului Unit.

### August
- 1 august: Sclavia a fost abolită în Imperiul Britanic prin "Slavery Abolition Act 1833".

### Septembrie
- 7 septembrie: Nemulțumit de amestecul de ținute de paradă, domnitorul Alexandru Ghica stabilește că boierii "vor purta la zilele de paradă gugiumanuri de samur cu fundul roșu, fericele sau contoșuri iarna".

### Octombrie
- 16 octombrie: Mare parte din Palatul Westminster este distrus de un incendiu neputând fi salvată de pompieri.

### Decembrie
- 7 decembrie: Corabia Marița, prima navă sub pavilion românesc, a plecat în primul voiaj în afara granițelor țării pe ruta Sulina – Constantinopol, comandant fiind Ioan Cristescu.
- 10 decembrie: Sir Robert Peel îi succede  Lordului Melbourne ca prim-ministru al Regatului Unit.

### Nedatate
- aprilie: Începe domnia lui Alexandru D. Ghica în Țara Românească (până în octombrie 1842).
- aprilie:  Începe domnia lui Mihai Sturdza în Moldova (până în iunie 1849).
- A fost înființată prima școală de fete de la noi din țară, la Iași - Institutul pentru educația fetelor. Fondatorul acestei instituții a fost Gheorghe Asachi.
- La inițiativa lui Petrache Poenaru, s-a constituit prin decret "Biblioteca Națională", prin donații de la cetățeni, colectându-se pentru început circa 12.000 de volume. Petrache Poenaru va înființa și bibliotecile școlare.
- Louis Braille își perfectează sistemul Braille.

## Arte, științe, literatură și filozofie
- Eugène Delacroix pictează Femei din Alger
- Honoré de Balzac scrie Le père Goriot (Moș Goriot)

## Nașteri

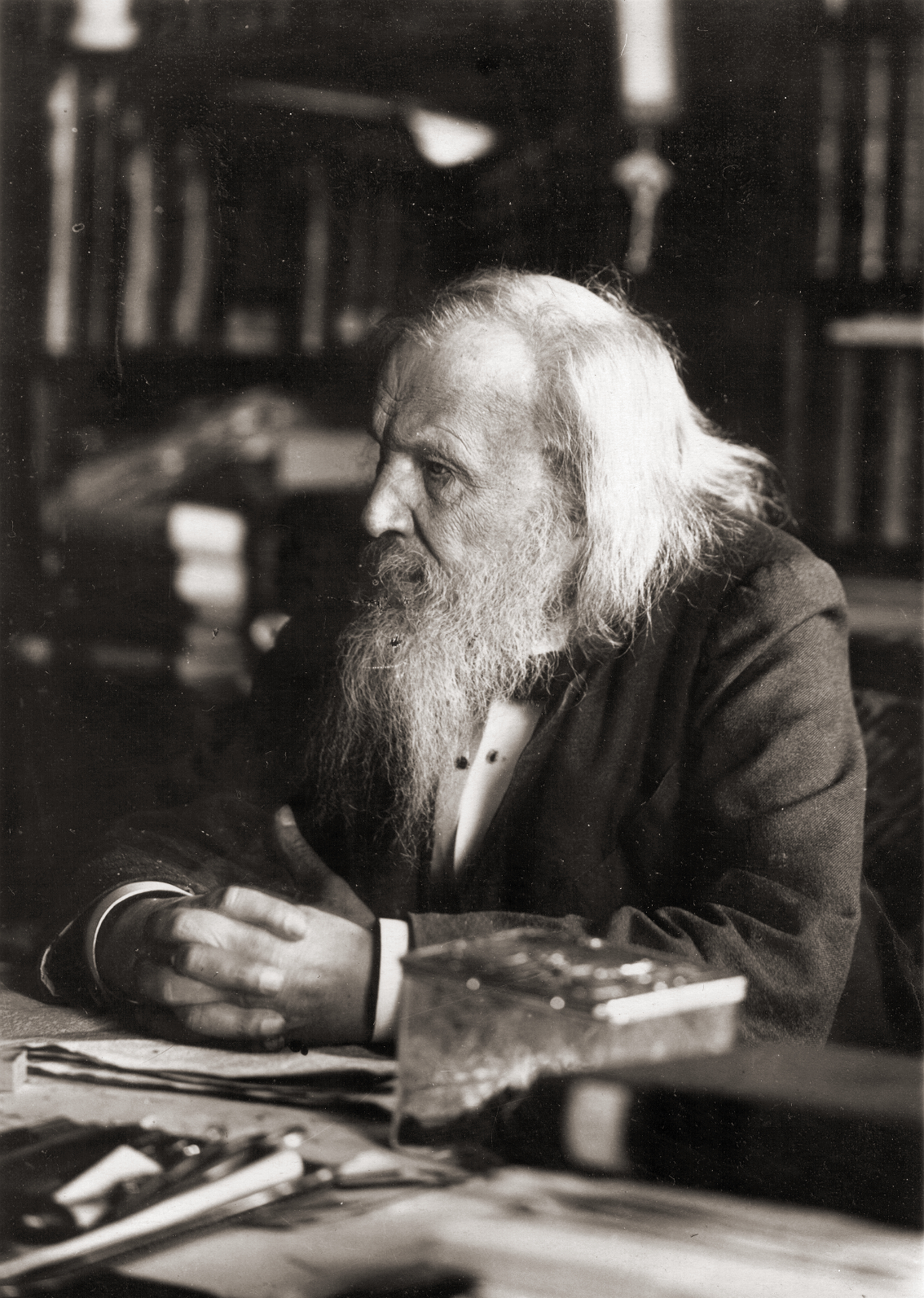
Dimitri Mendeleev, chimist rus

- 28 ianuarie: Alexandru Cernat, general român (d. 1893)
- 8 februarie: Dimitri Mendeleev, chimist rus (d. 1907)
- 15 februarie: V. A. Urechia (Vasile Alexandrescu-Urechia), istoric, scriitor, om politic român, membru fondator al Academiei Române (d. 1901)
- 1 martie: Gheorghe Ruset Roznovanu, ofițer și politician român, membru al familiei nobiliare Rosetti (d. 1904)
- 17 martie: Gottlieb Daimler (Gottlieb Wilhelm Daimler), inginer și inventator german (d. 1900)
- 24 martie: William Morris, scriitor, arhitect, artist plastic și traducător englez (d. 1896)
- 24 martie: John Wesley Powell, militar, geolog, explorator al Vestului american (d. 1902)
- 4 aprilie: Ducesa Elena de Bavaria (d. 1890)
- 22 aprilie: Gaston Planté, fizician francez (d. 1889)
- 21 mai: Maria Isabella, Prințesă de Toscana (d. 1901)
- 23 iunie: Alexandru Odobescu, scriitor, arheolog și om politic român (d. 1895)
- 11 iulie: James Abbott McNeill Whistler, pictor american, naturalizat în Marea Britanie (d. 1903)
- 19 iulie: Edgar Degas (n. Edgar Germain Hilaire Degas), pictor și sculptor francez (d. 1917)
- 4 august: John Venn, logician și filosof englez (d. 1923)
- 31 august: Amilcare Ponchielli, compozitor italian  (d. 1886)
- 12 octombrie: Infanta Amelia Filipina a Spaniei, Prințesa Adalbert a Bavariei (d. 1905)
- 16 decembrie: Léon Walras, economist francez (d. 1905)

## Decese

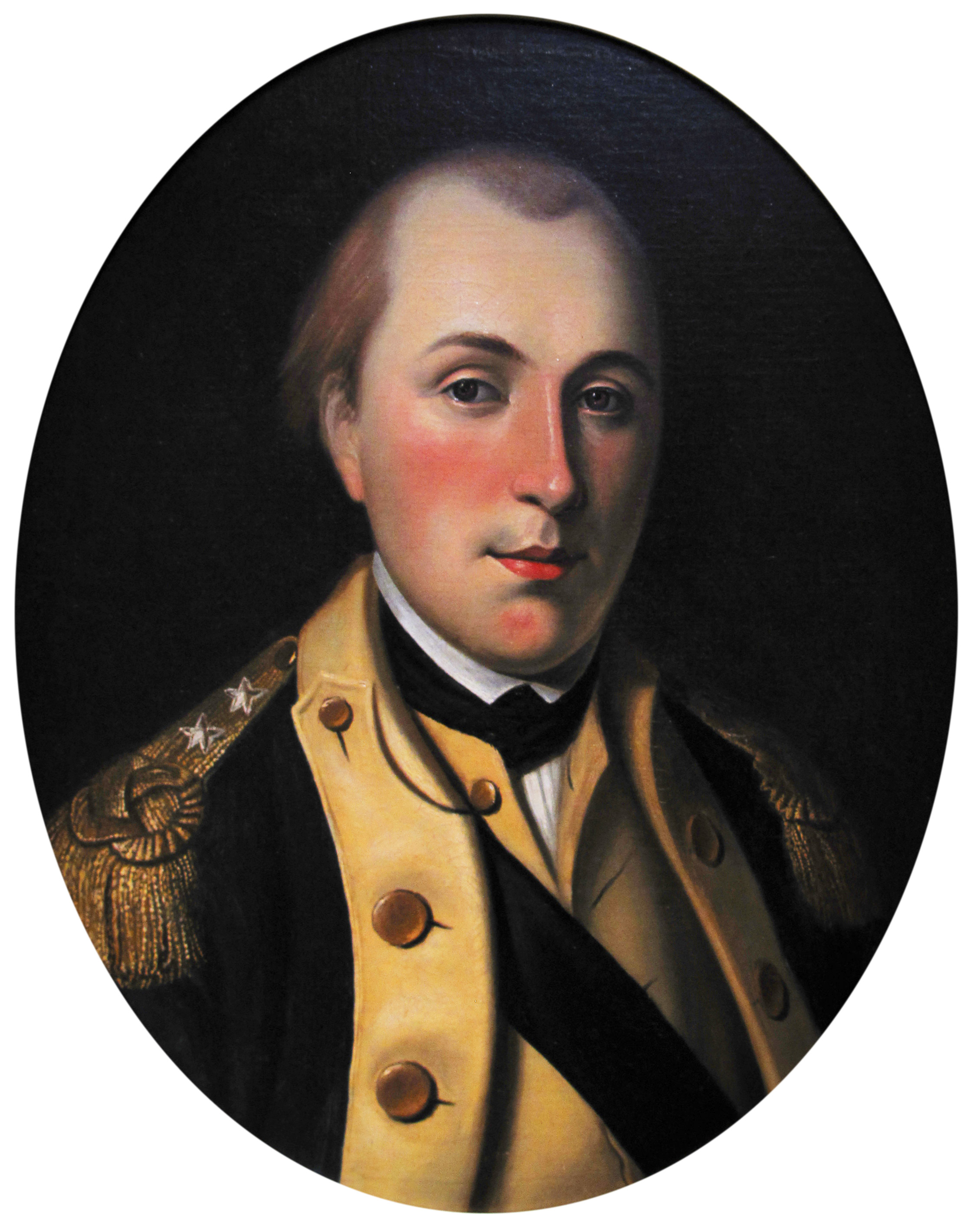
Gilbert du Motier de La Fayette, militar francez

- 5 ianuarie: Claude Carra Saint-Cyr, 73 ani, general francez (n. 1760)
- 7 ianuarie: Infanta Maria da Assunção a Portugaliei, 28 ani (n. 1805)
- 12 februarie: Friedrich Schleiermacher, 65 ani, teolog protestant și filosof german (n. 1768)
- 24 martie: Alexius Frederic Christian, Duce de Anhalt-Bernburg (n. Alexius Friedrich Christian), 66 ani (n. 1767)
- 20 mai: La Fayette (Marie-Joseph Paul Yves Roch Gilbert du Motier, marchiz de La Fayette), ofițer și politician francez (n. 1757)
- 23 iunie: Matthias Lassel, 73 ani, medic român (n. 1760)
- 25 iulie: Samuel Taylor Coleridge, 61 ani, poet, critic literar și filosof englez (n. 1772)
- 7 august: Joseph Marie Jacquard, 82 ani, inventator francez (n. 1752)
- 27 august: Elisa Radziwill (Elisa Friederike Luise Martha Radziwill), 30 ani, nobilă poloneză (n. 1803)
- 4 septembrie: Infanta Maria Francisca a Portugaliei (n. Maria Francisca de Assis da Maternidade Xavier de Paula de Alcântara Antónia Joaquina Gonzaga Carlota Mónica Senhorinha Soter e Caia of Braganza), 34 ani (n. 1800)
- 24 septembrie: Împăratul Pedro I al Braziliei (n. Pedro de Alcântara Francisco António João Carlos Xavier de Paula Rafael José Miguel Joaquim Gonzaga Pascoal Cipriano Serafim de Bragança e Bourbon), 35 ani (n. 1798)
- 29 septembrie: Frederic, Duce de Saxa-Altenburg, 71 ani (n. 1763)
- 30 noiembrie: Prințul William Frederick, Duce de Gloucester și Edinburgh, 58 ani (n. 1776)
- 27 decembrie: Charles Lamb, 59 ani, eseist britanic (n. 1775)